# Jeppe Kofod

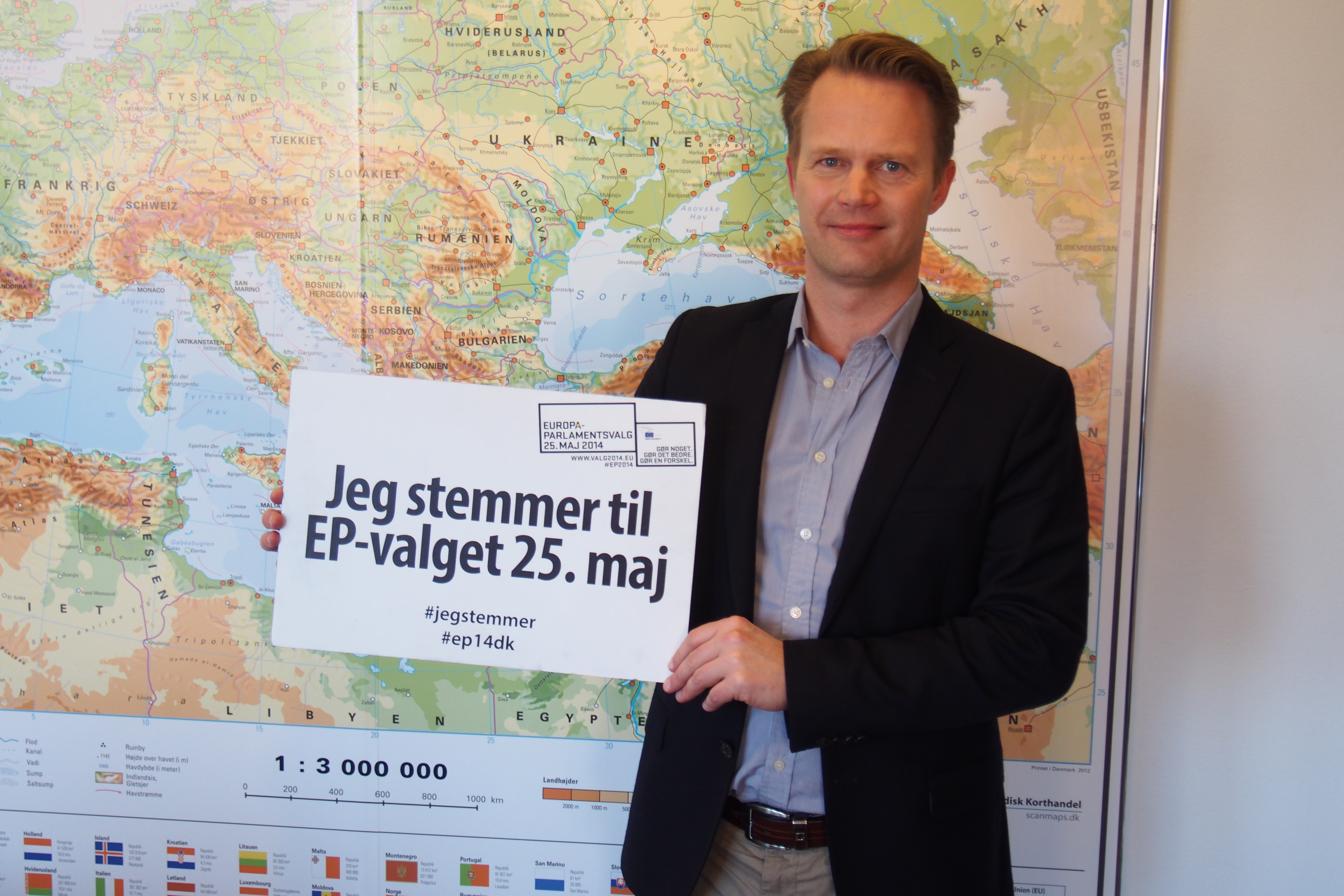
Jeppe Kofod

Jeppe Kofod (* 14. März 1974 in Kopenhagen) ist ein dänischer Politiker der Socialdemokraterne und vom 27. Juni 2019 bis zum 15. Dezember 2022 dänischer Außenminister.

## Leben
Seit 1998 war Kofod Abgeordneter im dänischen Parlament, dem Folketing. Kofod war seit 2014 Abgeordneter im Europäischen Parlament. Dort war er Stellvertretender Vorsitzender der Delegation für die Beziehungen zu den Vereinigten Staaten und Mitglied im Ausschuss für Industrie, Forschung und Energie. 2019 wurde er erneut ins Europäische Parlament gewählt, konnte sein Mandat aber nicht antreten, weil er zuvor bereits zum dänischen Außenminister ernannt wurde.

## Kontroverse
Ostern 2008 wurde öffentlich bekannt, dass der damals 34-jährige Politiker während einer Tagung der Jungen Sozialdemokraten ein sexuelles Verhältnis mit einer 15-Jährigen hatte. Nachfolgend musste Kofod als außenpolitischer Sprecher seiner Partei zurücktreten.